# Franziskanerkloster Aschendorf
Das Franziskanerkloster Aschendorf war ein in Aschendorf im Emsland von 1679 bis 1812 bestehendes Kloster und gehörte zur Sächsischen Provinz (Saxonia) des Franziskanerordens. Es stand am damaligen Südrand des Ortes, heute zwischen der Großen Straße und der Klosterstraße.

## Geschichte
Die Franziskaner kamen auf Geheiß des Münsteraner Fürstbischofs Ferdinand 1679 im Rahmen der Rekatholisierung des Emslandes nach der Reformation in den Ort. 1682 wurde die Niederlassung zum Konvent erhoben. Beim Kloster bestand ein Lateinkurs zur Vorbereitung auf den Besuch eines Gymnasiums, und es unterhielt eine eigene Brauerei. Die Klosterkirche wurde 1705 geweiht; mit der Kirchweihe kamen Figuren der heiligen Barbara und Agatha sowie der beiden franziskanischen Heiligen Johannes von Capistrano und Paschalis Baylon in die Kirche, die hierfür von der Schnitzerwerkstatt Gröninger in Rheine geschaffen wurden. 1755 ging von der Klosterkirche ein großer Brand aus, der 50 Häuser im Dorf zerstörte; zahlreiche Ausstattungsstücke konnten aus der Kirche gerettet werden. Nach dem Wiederaufbau bekam die Kirche eine spätbarocke Ausstattung. Die Altäre wurden von Bildhauer Anton Joseph Stradtmann aus Geseke geschaffen, die aus dem Brand geretteten Skulpturen wurden dabei integriert.
Das Aschendorfer Kloster, zu dem am Ende des 18. Jahrhunderts 18 Patres und acht Laienbrüder gehörten, hatte die Funktion eines Zentralklosters und Stützpunktes für die Missionsstationen, die die Franziskaner in den Diasporagebieten in Ostfriesland, dem Hümmling und dem Saterland unterhielten, etwa in Gödens, Lütetsburg, Norden, Emden und Leer.
Das Kloster bestand bis 1812, als die königlich-westphälische Regierung es zusammen mit den Konventen in Osnabrück, Lügde, Vechta und Meppen per Dekret vom 10. Februar 1812 aufhob. Die Franziskaner mussten den Konvent binnen eines Monats verlassen, einzelne konnten jedoch wohnen bleiben. Ein späteres Angebot an alle Brüder, zurückzukehren, wurde wohl wegen des schlechten Bauzustandes der Klostergebäude nicht in Anspruch genommen. Der letzte Franziskaner war Eliseus Orth, der am 12. April 1832 68-jährig beim Beichtehören an einem Schlaganfall starb. Im Kloster wurde ein Gefängnis eingerichtet; 1834 wurde das Gebäude an eine Segeltuchfabrik versteigert, 1838 wurden Kirche und Kloster wegen Baufälligkeit abgerissen. Große Teile der Innenausstattung befinden sich bis heute in der Aschendorfer Pfarrkirche St. Amandus.